# Éva Ráduly-Zörgő

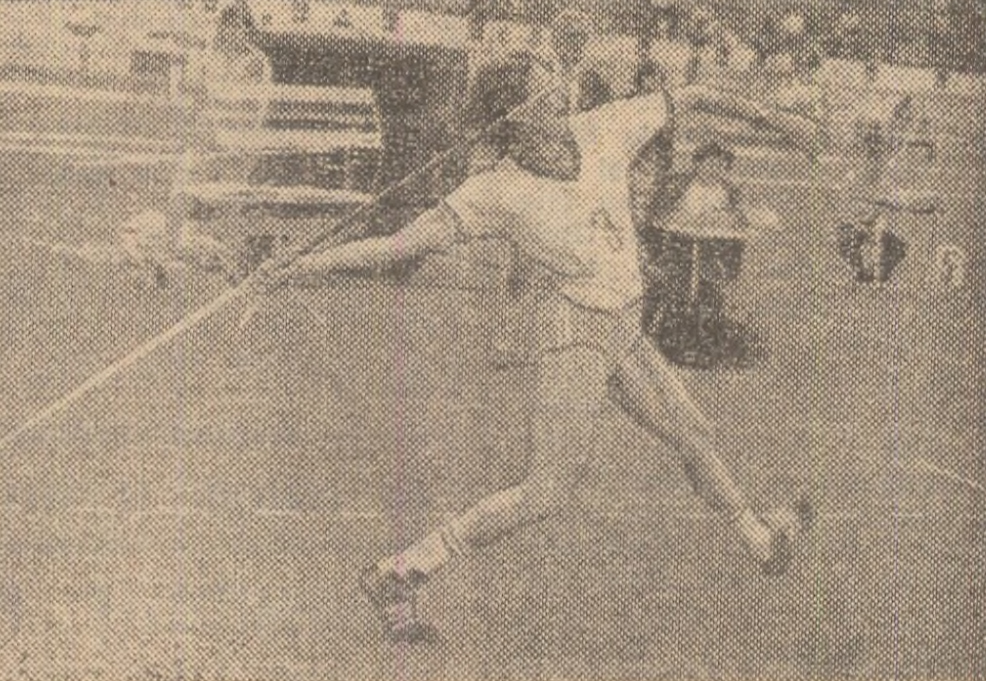
La Cupa Europei din 1979

Éva Ilona Ráduly-Zörgő, menționată uneori Eva Ileana Raduly-Zörgö, (născută Zörgő; n. 23 octombrie 1954, Cluj, România) este o fostă atletă română, specializată în aruncarea suliței.

## Carieră
Prima ei performanță notabilă a fost locul 9 la Campionatul European de Juniori din 1970. În 1972 ea a participat la Jocurile Olimpice de la München. La Universiada din 1975 a cucerit medalia de bronz în urma sovieticei Nadejdea Iakubovici și a americancei Kate Schmidt. Anul următor, s-a clasat pe locul 11 la Jocurile Olimpice de la Montreal. La Campionatul European din 1978 a ocupat locul 5.
În 1979 ea a cucerit medalia de aur la Cupa Europei. De aceea a reprezentat echipa Europei la Cupa Mondială unde a obținut medalia de argint. În același an a câștigat aurul la Universiada. La Jocurile Olimpice din 1980 s-a clasat pe locul 7. Apoi a devenit mamă, și la Campionatul Mondial din 1983 a ocupat locul 5.
Clujeanca a fost multiplă campioană națională și în 1979 a cucerit medalia de aur la Jocurile Balcanice.
După retragerea sa din activate ea a devenit logoped și lector la Universitatea Babeș-Bolyai.

## Realizări
| An   | Competiție                      | Locație                    | Loc | Note  |
| ---- | ------------------------------- | -------------------------- | --- | ----- |
| 1970 | Campionatul European de Juniori | Paris, Franța              | 9   | 43,56 |
| 1972 | Jocurile Olimpice               | München, Germania          | 12  | FR    |
| 1974 | Campionatul European            | Roma, Italia               | 10  | 54,44 |
| 1975 | Universiada                     | Roma, Italia               | 3   | 59,50 |
| 1976 | Jocurile Olimpice               | Montreal, Canada           | 11  | 55,60 |
| 1977 | Universiada                     | Sofia, Bulgaria            | 5   | 56,70 |
| 1978 | Campionatul European            | Praha, Cehoslovacia        | 5   | 61,14 |
| 1979 | Cupa Europei                    | Torino, Italia             | 1   | 66,28 |
| 1979 | Cupa Mondială                   | Montreal, Canada           | 2   | 65,82 |
| 1979 | Universiada                     | Ciudad de México, Mexic    | 1   | 67,20 |
| 1980 | Jocurile Olimpice               | Moscova, Uniunea Sovietică | 7   | 64,08 |
| 1983 | Campionatul Mondial             | Helsinki, Finlanda         | 5   | 63,86 |

## Recorduri personale
| Probă  | Performanță | Dată         | Locație |
| ------ | ----------- | ------------ | ------- |
| Suliță | 68,80 m     | 5 iulie 1980 | Moscova |